# Aperture (logiciel)
Pour les articles homonymes, voir Aperture.
Pour l'aperture des voyelles, voir Degré d'aperture.
Aperture était un logiciel produit par Apple destiné à assister les photographes professionnels utilisant un appareil photographique numérique dans la phase de post-production suivant immédiatement la prise de vue : développement des images RAW, traitements simples de photographies et classement. Il permet également de créer des livres de photographie, de faire des diaporamas et des sites Web. Il s'intègre également à des sites de photographie comme Flickr, Facebook et le service MobileMe d'Apple (maintenant remplacé par iCloud). Avec la version 3, il offre la possibilité de situer ses photos sur une carte avec des données GPS (ou à la main), de détecter les visages et de faire la plupart des retouches localement au pinceau.
Annoncé le 19 octobre 2005 lors d'une communication média à New York, il sort en novembre suivant. Lors de la mise à jour 1.1 sortie en avril 2006, son prix a été diminué, essentiellement pour faire face à la concurrence d'Adobe Photoshop Lightroom, un logiciel similaire. Depuis la version 2, le prix est encore revu à la baisse.
Le mot anglais aperture signifie « ouverture » (au sens de l'ouverture d'un objectif).
Apple annonce le 28 juin 2014, l'arrêt du développement d'Aperture (ainsi que d'iPhoto) au profit d'une toute nouvelle application : Photos. La migration des bibliothèques iPhoto et Aperture est possible vers Photo, ainsi que vers Adobe Lightroom 5.

## Fonctions
- Support complet des images RAW, de l'import à l'export.
- Les originaux peuvent être placés partout dans l'ordinateur, ou incorporés dans la photothèque Aperture.
- Réglages de précision RAW, permettant d'ajuster la conversion.
- De nombreux outils de corrections d'image (allant de l'ajustement de couleur spécifique à l'enlèvement de tache).
- Outils de corrections de défauts de lentille, tels que les aberrations chromatiques.
- Gestion de projet, avec de nombreuses options pour les métadonnées et la recherche.
- Possibilité de grouper les photos manuellement ou automatiquement en groupes.
- Affichage multi-écrans
- Une loupe, pouvant aller de 50 % à 1 600 % de zoom.
- Table lumineuse.
- Support des formats Adobe Photoshop PSD, PNG, JPG, TIFF et PDF.
- Retouche d'image non destructrice.
- Impression et publication configurable.
- Peut importer depuis des lecteurs USB, Firewire ou depuis des appareils photo.
- Peut lire et écrire les métadonnées IPTC.
- Création de livres avec de nombreuses options
- Création de galeries Web et de blogs FTP or WebDAV.
- Mode plein écran complet, pour modifier ou trier les images.

## Aperture 2.0
Aperture 2.0 a été lancé le 12 février 2008, avec un prix réduit de 199€. Il comportait plus de 100 nouveautés et améliorations dont :
- Interface raffinée
- Performances améliorées grâce à l'optimisation de la base de données.
- Amélioration du traitement des images RAW.
- Intégration avec Mac OS X, MobileMe et d'autres logiciels améliorée.
- Prise en charge des plugins d'édition, dont celui de « dodge et burn » d'Apple (Aperture 2.1)[4].

## Aperture 3.0
C'est un logiciel 64 bit capable de gérer de très gros fichiers, tels des scans en haute résolution. Aperture est compatible avec OS X Mountain Lion depuis la version 3.3.2.

## Historique des versions
| Version | Date de sortie    | Modifications |
| ------- | ----------------- | --- |
| 1.0     | 30 novembre 2005  | Publication initiale. |
| 1.1     | 13 avril 2006     | Mise à jour importante incluant de nouvelles fonctionnalités telles que le support binaire universel (pour les MacTel), l'amélioration de la qualité des images RAW, modification fine des images RAW, compensation du bruit automatique, ajout d'un nouveau colorimètre, amélioration de l'export et d'autres améliorations mineurs et corrections de bugs. |
| 1.5     | 25 septembre 2006 | Améliorations dans la gestion des bibliothèques multiples, la gestion des méta-données, des contrôles et intégration avec les éléments d'iLife. |
| 2.0     | 12 février 2008   | Publication initiale, plus de 100 nouveautés (nouvelle interface, nouveaux outils…). |
| 2.1     | 28 mars 2008      | Ajout du support des plugins. |
| 3.0     | 9 février 2010    | Publication initiale, comporte plus de 200 nouveautés (visages, lieux, pré-réglages d'ajustement, plein écran navigateur, support audio et vidéo, diaporamas avancés…). |
| 3.1     | 20 octobre 2010   | Ajout du support pour iCloud et iOS 5. |
| 3.2     | 12 octobre 2011   | Amélioration de la compatibilité, stabilité générale, ainsi que des corrections de problèmes mineurs. |
| 3.3     | 11 juin 2012      | Nouvelle bibliothèque unifiée photo entre iPhoto et Aperture ; utilisation des vignettes pour une navigation plus rapide avec les fichiers RAW ; amélioration des outils (balance des blancs, partage…). |
| 3.4     | 19 septembre 2012 | Amélioration de la photothèque unifiée entre Aperture et iPhoto ; ajout du support pour des flux de photo sur OS X Mountain Lion. |
| 3.5     | 14 novembre 2013  | La balance des blancs de température et tons fonctionne désormais correctement ; résolution d’un problème lié aux chevauchements dans la détection de visages ; résolution d’un problème lié aux champs de métadonnées lors de la navigation entre les photos à l’aide des touches fléchées ; comprend des améliorations relatives à la stabilité.           |